# TVTest
TVTest（読み: ティービーテスト）は、デジタルTV放送視聴用のWindows OSパソコン向けアプリケーションである。デジタル放送総合技術研究開発機構（DBCTRADO）が提供し、関連ライブラリを含めて全てオープンソースで配布されている。法律に抵触する可能性があるため、CAS処理自体は提供していない。公式には、一般のテレビ放送を視聴することはできないとしているが、第三者によりテレビ視聴を可能にする追加モジュールの提供が行われている。MPEG2-TSを直接入出力できるため、テレビ放送のTS抜きにも用いられている。

## 利用方法
利用に際して、BonDriverが用意されているWindowsパソコン用TVチューナーとカードリーダーとB-CASカードを別途用意する必要がある。旧版ではバイナリ版も配布されていたが、最新版はVisual Studioのプロジェクトとしてのみ配布されており、ソースコードのビルド作業が必要になるため専門的な知識が必要になる。個人が作成したインストールマニュアルは存在するが、Visual Studioやgitやgithubの利用，依存ライブラリの関係性，ライブラリのバージョン合わせ，C++のバージョン指定，デバイスドライバやTVチューナーの挙動など、本格的なソフトウェア開発の知識があることを前提としており、最新版の利用のハードルは高いと言える。